# Vojislav Marinković
Vojislav Marinković (Belgrado, 13 de maio de 1876 - Belgrado, 18 de setembro de 1935) foi um diplomata e político iugoslavo, várias vezes Ministro das Relações Exteriores e brevemente primeiro-ministro durante a ditadura do Rei Alexandre I.

## Início
Nascido em Belgrado, então capital do Principado da Sérvia, em 1876, cursou o ensino médio na cidade, formou-se em direito em sua universidade e, em seguida, fez um doutorado em ciências políticas e econômicas em Paris.
A partir de 1901, trabalhou no Ministério das Finanças e foi diretor do Banco de Negócios. Foi membro do parlamento sérvio a partir de 1906. De 1914 a 1917, atuou como Ministro da Fazenda no governo de concentração. Foi novamente ministro em finais de 1918, participando da Conferência de Paz de Paris.

## Período parlamentar na Iugoslávia
Foi brevemente ministro do Interior em finais de 1921 e início de 1922.
Atuou como ministro das Relações Exteriores nos governos de Ljubomir Davidović - por alguns meses em 1924 - Velimir Vukićević e Anton Korošec, último do período parlamentar.

## Ditadura real
Com a proclamação da ditadura do monarca, Marinković juntou-se ao gabinete chefiado pelo ex-chefe da Guarda Real, o general Petar Živković, em janeiro de 1929. Substituiu este como chefe de governo, em abril de 1932, com o intuito de modificar a imagem da ditadura, graças à sua experiência como congressista veterano e membro proeminente do Partido Democrático.
Durante o seu curto período de tempo como chefe do poder executivo a repressão política diminuiu, permitindo contatos entre os antigos partidos. Seu programa, que não foi aplicado por sua rápida destituição, contemplava a liberalização da lei eleitoral aprovada em 1931 e a revisão da Constituição aprovada durante a ditadura. Chegou a mencionar publicamente a possibilidade de organizar um referendo sobre a federalização do país, o que aborreceu alguns de seus ministros e ao próprio rei, que lhe substituiu em julho de 1932. Sucedeu-lhe como chefe de governo, seu ex-ministro do Interior, Milan Srškić, contrário a rápida liberalização que havia defendido Marinković.